# Callithauma
Callithauma é um gênero de traça pertencente à família Agonoxenidae.